# Coquille (Revinson)
Die Coquille ist ein kleiner Fluss in Frankreich, der im Département Côte-d’Or in der Region Bourgogne-Franche-Comté verläuft.

## Geographie

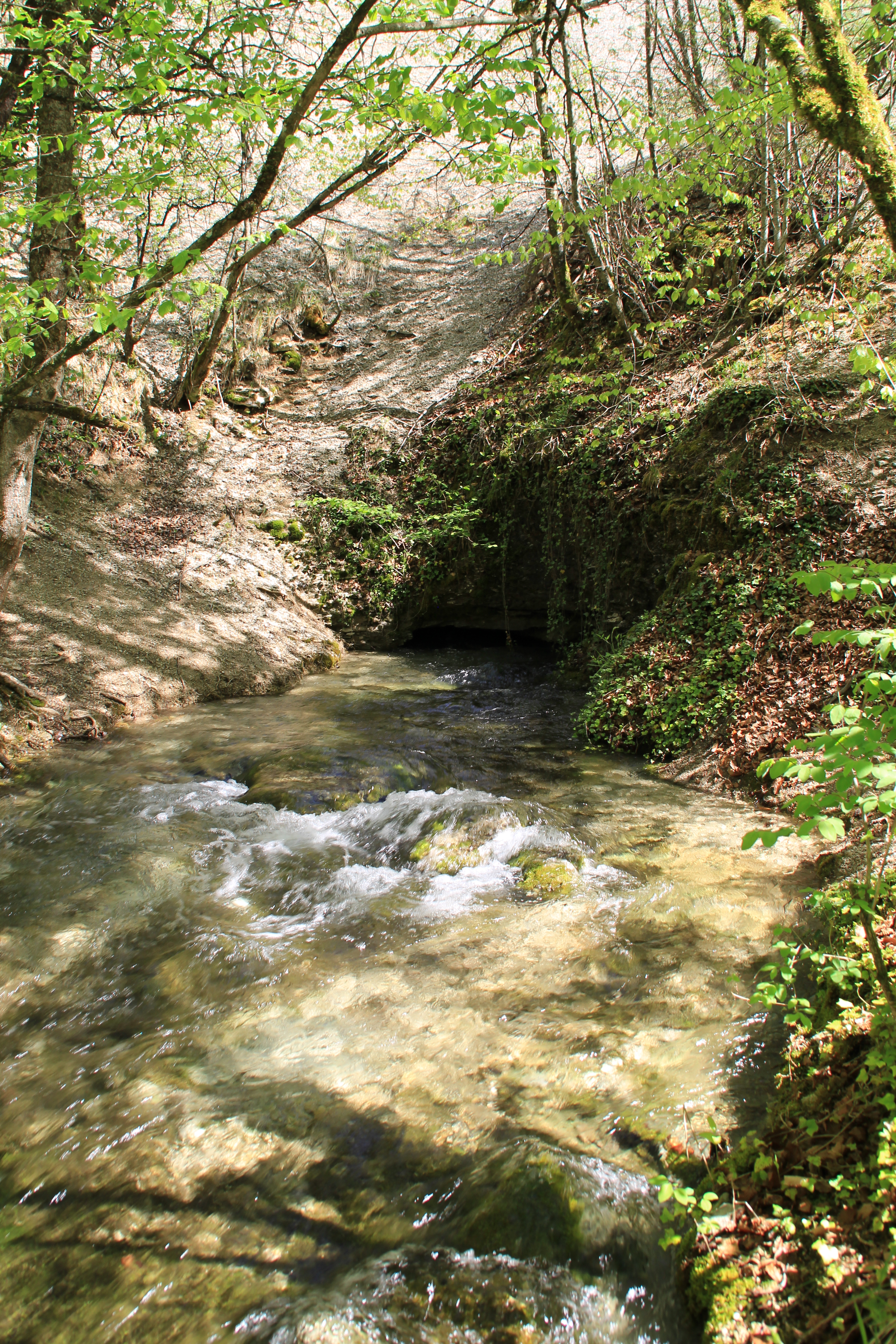
Die Quelle der Coquille

Die Coquille entspringt einer Karstquelle nordöstlich von Étalante im Cirque de la Coquille genannten Tal. Die Quelle ist halbkreisförmig von Kalksteinfelsen umgeben. Die Coquille durchfließt den Ort, nimmt westlich davon nach etwa einem Kilometer, den schon ungefähr 6 km langen Prelard als linken Zufluss auf und verläuft nach Nordwesten parallel der Départementsstraße 101 nach Aignay-le-Duc. Von dort fließt die Coquille an der Départementsstraße 901 entlang durch Beaunotte und mündet nach insgesamt rund 10 Kilometern als rechter Zufluss in den Revinson, der etwa einen Kilometer westlich davon in die Seine fließt.

### Zuflüsse
- Prelard (links)
- Ruisseau de Banlot (rechts)